# 伯特鎮區 (密歇根州阿爾傑縣)
伯特鎮區（英語：Burt Township）是位於美國密歇根州阿爾傑縣的一個行政鎮區。

## 地方資料
伯特鎮區的面積為668.30平方千米，當中陸地面積為596.90平方千米，而水域面積為71.40平方千米。根據2010年美國人口普查的數據，當地共有人口411人，而人口密度為每平方千米0.61人。